# Parnassia subscaposa
Parnassia subscaposa là một loài thực vật có hoa trong họ Dây gối. Loài này được C.Y. Wu ex T.C. Ku mô tả khoa học đầu tiên năm 1987.